# Касар-де-Паломеро
Касар-де-Паломеро (ісп. Casar de Palomero) — муніципалітет в Іспанії, у складі автономної спільноти Естремадура, у провінції Касерес. Населення — 1392 особи (2010).
Муніципалітет розташований на відстані близько 210 км на захід від Мадрида, 100 км на північ від Касереса.
На території муніципалітету розташовані такі населені пункти: (дані про населення за 2010 рік)
- Асабаль: 362 особи
- Касар-де-Паломеро: 867 осіб
- Педро-Муньйос: 66 осіб
- Рівера-Овеха: 97 осіб

## Демографія
Динаміка населення (INE ):

## Галерея зображень

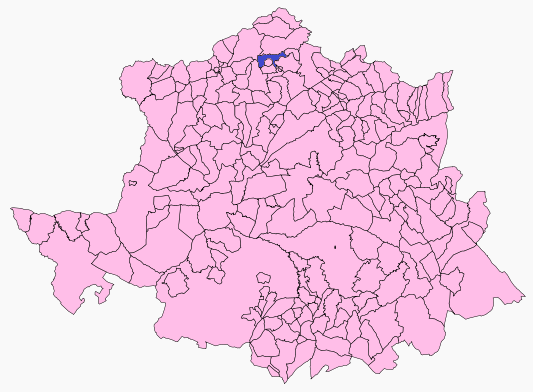
Розташування муніципалітету у провінції Касерес